# ヴァルター・ラブル
ヴァルター・ラブル（Walter Rabl, 1873年 - 1940年）はウィーンの作曲家・指揮者・音楽教師。きわめて初期にごく僅かな作品しか残さなかったため、作曲家としてはほとんど忘れ去られている。30歳になると作曲活動を止めてオペラ指揮者としての活動に没頭し、後半生は声楽教師として過ごした。

## 生涯
ウィーンに生まれて神童ピアニストとして頭角を顕す。ザルツブルクに行きモーツァルテウム院長のJ.F.フンメルに音楽理論を師事。1892年にザルツブルク国立ギムナジウムを優秀な成績で卒業した。 
ウィーンに戻るとカール・ナヴラティルに学び、その後はプラハのドイツ大学で音楽学者のグイード・アドラーに音楽学を師事して、24歳で博士号を取得。間もなく王立ドレスデン歌劇場に合唱指揮者やコレペティトールの職を得る。
1903年の初めよりドイツ各地で指揮者として活動し、カール・ゴルトマルクやグスタフ・マーラー、リヒャルト・シュトラウス、フランツ・シュレーカー、エーリヒ・ヴォルフガング・コルンゴルトらの進歩的な作品を擁護した。1905年には、ブリュンヒルデ役やエレクトラ役として著名だったワグネリアンのソプラノ歌手、ヘルミーネ・フォン・クリーステンと結婚した。
1924年に指揮活動からも引退すると、ピアノの手腕を活かして、数々の著名な声楽家の伴奏者や指導者を務めた。

## 作品

### 器楽曲と歌曲
《クラリネットとヴァイオリン、チェロ、ピアノのための四重奏曲 変ホ長調》作品1は1896年に、ヨハネス・ブラームスが名誉総裁を務めるウィーン楽友協会主催の作曲コンクールにおいて優勝した。ブラームス本人が楽譜出版社ジムロックに推薦状を書き、《クラリネット四重奏曲》作品1と《ピアノ三重奏のための幻想的小品》作品2ならびに《歌曲集》作品3および作品4の4点が出版された。1899年にはジムロックから、《4つの歌曲》作品5、《ヴァイオリン・ソナタ》作品6、《3つの歌曲》作品7、《交響曲》作品8が出版されており、その後の歌曲集（作品9～15）は、ライプツィヒの出版社ラーター（Rahter）から発表された。

### 歌劇
ラブルはロマン派音楽の黄昏に創作活動を行い、その作品の大半がシューマンやブラームスの伝統の流れを汲んでいるが、ロマン主義的なメルヒェン・オペラ《リアネ Liane 》（1903年）は違った流れに向かっており、すなわちリヒャルト・ワーグナーを指向している。この歌劇はすこぶる好評であったものの、ラブルの最後の作品となった。